# Sonate K. 494
La sonate K. 494 (F.438/L.287) en sol majeur est une œuvre pour clavier du compositeur italien Domenico Scarlatti.

## Présentation
La sonate K. 494, en sol majeur, notée Allegro, forme une paire avec la sonate précédente. Virtuose par ses motifs en tierces et en sixtes, elle est aussi « un festival de modulations », tant modale que par tons entiers. Chaque fin de section partage une similarité avec celle de la sonate K. 426.

## Manuscrits
Le manuscrit principal est le numéro 11 du volume XII (Ms. 9783) de Venise (1756), copié pour Maria Barbara ; les autres sont Parme XIV 11 (Ms. A. G. 31419), Münster I 29 (Sant Hs 3964) et Vienne C 24 (VII 28011 C).

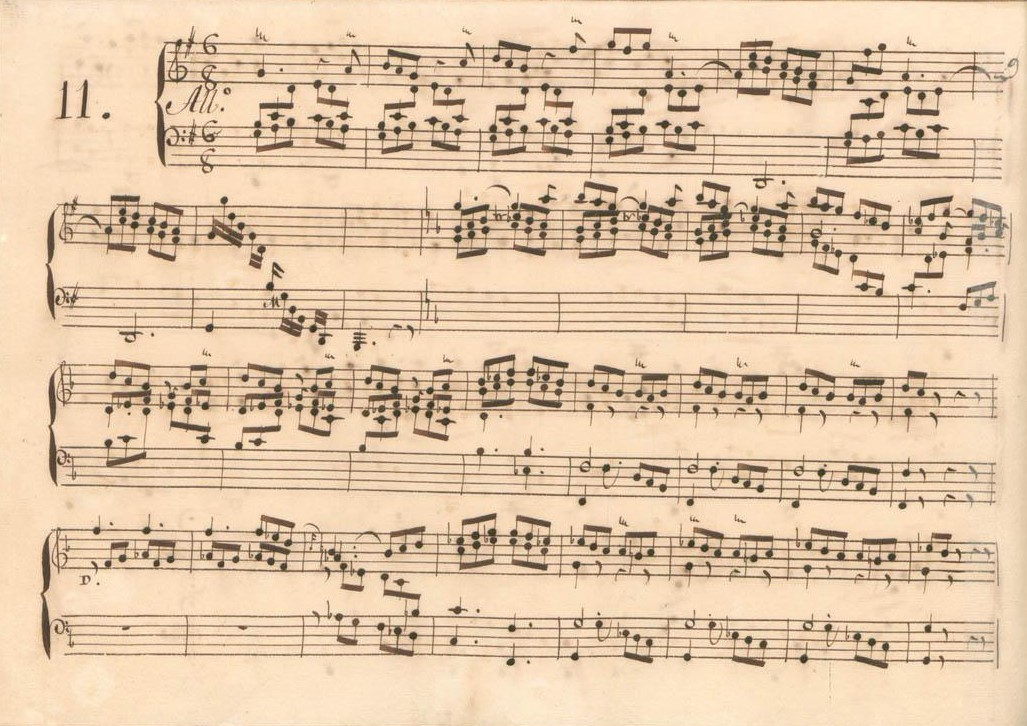
Parme XIV 11.
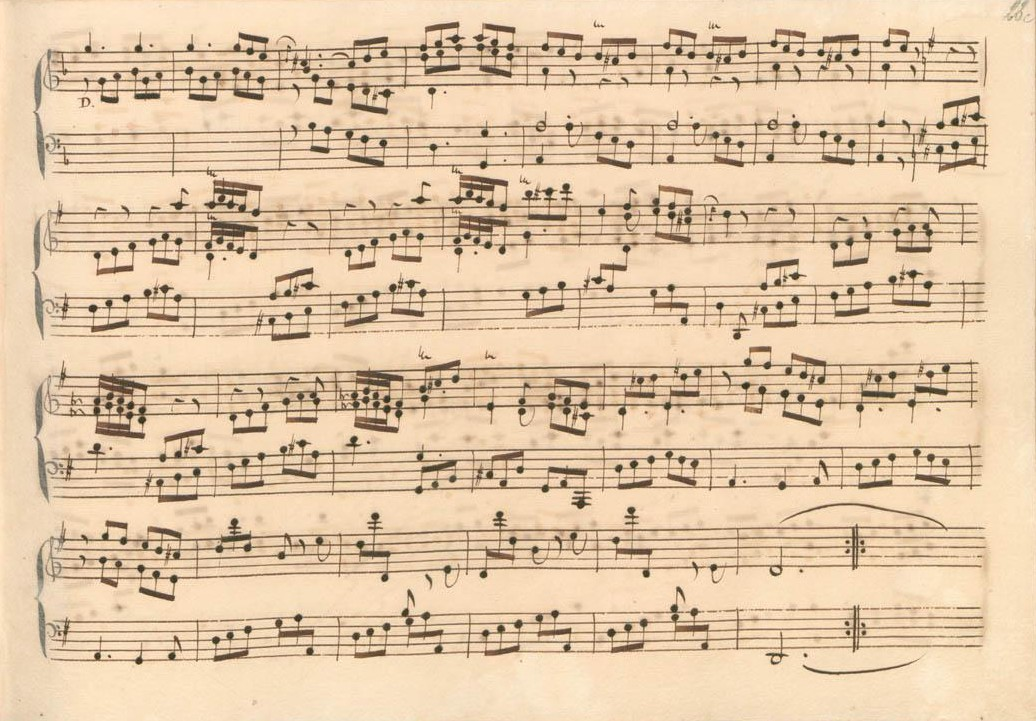
Parme XIV 11 (fin de la première section).
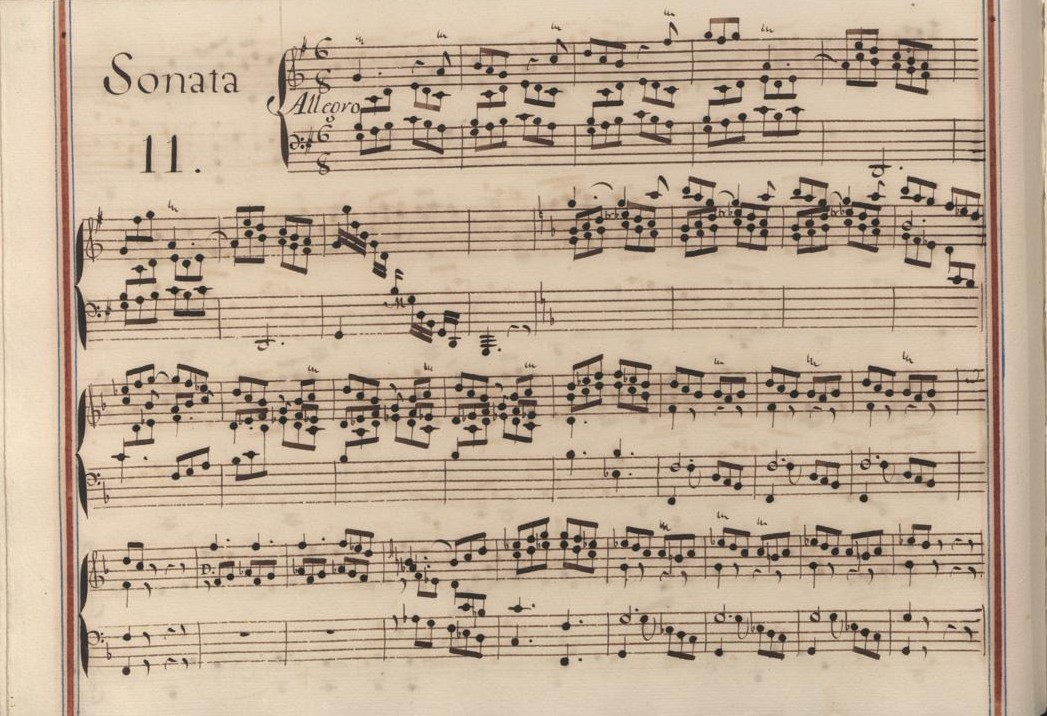
Venise XII 11.
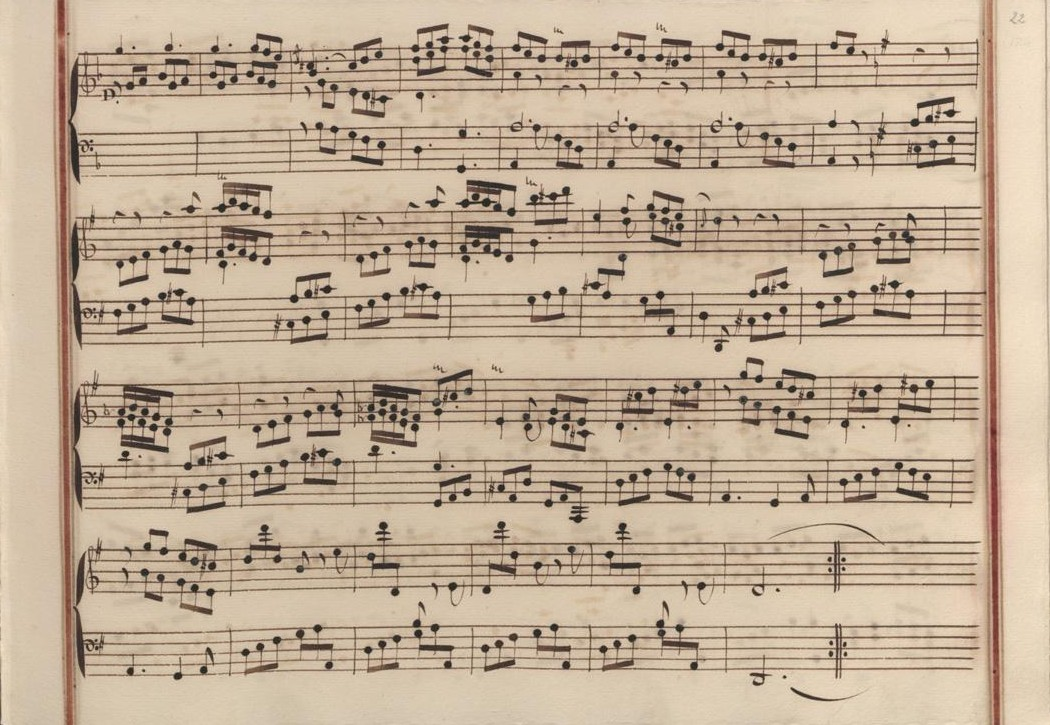
Venise XII 11 (fin de la première section).
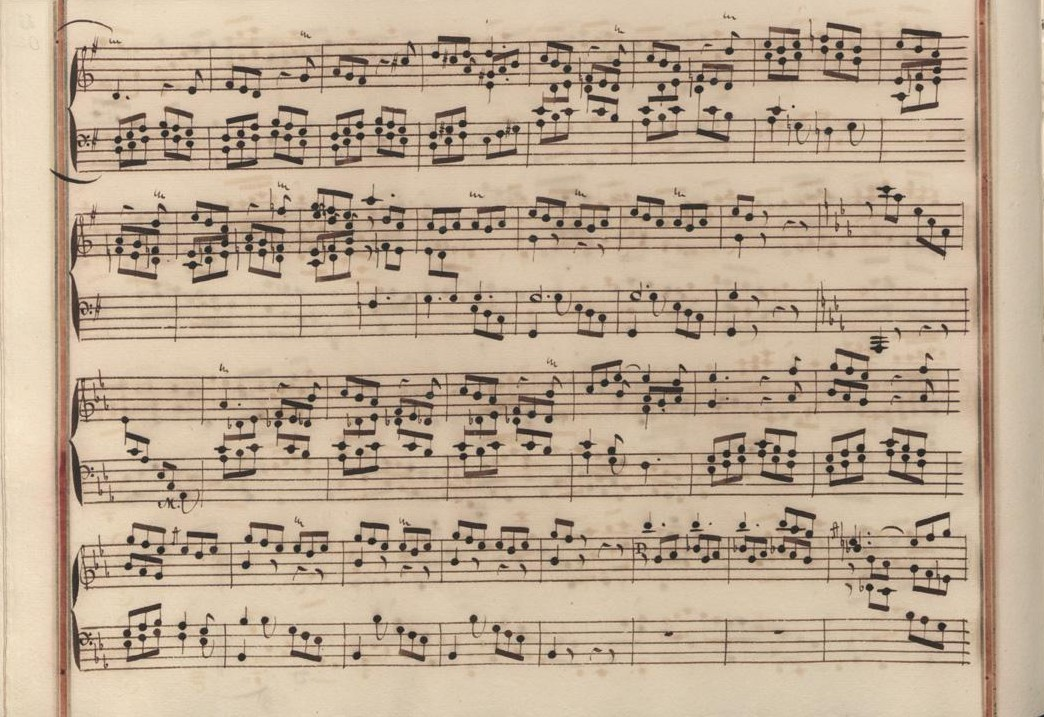
Venise XII 11 (début de la seconde section).
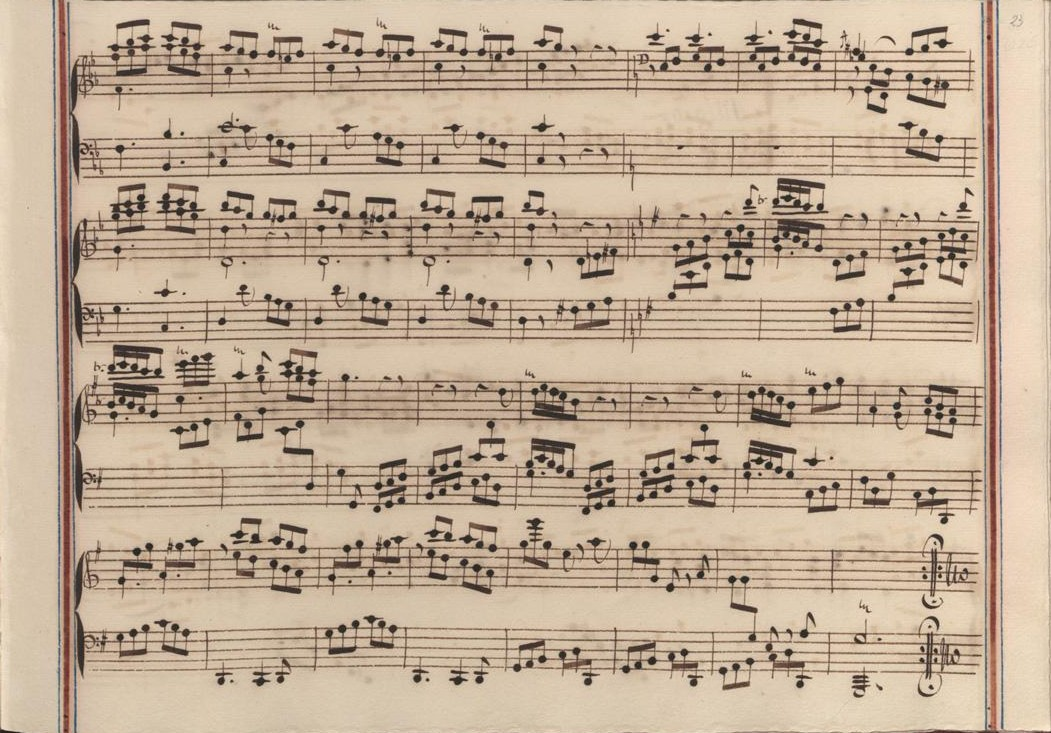
Venise XII 11 (fin de la sonate).

## Interprètes
La sonate K. 494 est défendue au piano notamment par Benjamin Frith (1999, Naxos, vol. 5), Carlo Grante (2016, Music & Arts, vol. 5) ; au clavecin, elle est jouée par Ralph Kirkpatrick (1954), Scott Ross (1985, Erato), Richard Lester (2004, Nimbus, vol. 5) et Pieter-Jan Belder (2007, Brilliant Classics, vol. 11).

## Sources
: document utilisé comme source pour la rédaction de cet article.
- Ralph Kirkpatrick (trad. de l'anglais par Dennis Collins), Domenico Scarlatti, Paris, Lattès, coll. « Musique et Musiciens », 1982 (1re éd. 1953 (en)), 493 p. (ISBN 978-2-7096-0118-4, OCLC 954954205, BNF 34689181).
- (it) Giorgio Pestelli, Le sonate di Domenico Scarlatti : proposta di un ordinamento chronologica, Turin, Giappichelli, coll. « Archeologia e storia dell'arte » (no 2), 1967, iv-294 (OCLC 313316263, BNF 43197837)
- Alain de Chambure, « Domenico Scarlatti, Intégrale des sonates — Scott Ross », Erato/Éditions Costallat (2564-62092-2 (livret : 2292-45309-2)), 1985 (OCLC 891183737) .
- (en) Carlo Grante, « Domenico Scarlatti, intégrale des sonates pour clavier (vol. 5) », Music & Arts (CD-1294), 2017 (OCLC 1079366528) .